# KVC Deerlijk Sport
Maillots
Dernière mise à jour : 21 août 2023.
Le Koninklijke Voetbal Club Deerlijk Sport est un club de football belge, basé à Deerlijk, en Flandre-Occidentale. Porteur du matricule 1634, il évolue en deuxième provinciale lors de la saison 2017-2018. Durant les années 1970, il a disputé 5 saisons en Promotion.

## Histoire
Le Voetbal Club Deerlijk Sport est fondé le 1er février 1930, et rejoint ensuite l'Union Belge. Il reçoit à cette occasion le matricule 1634, et est versé au plus bas niveau des compétitions régionales de Flandre-Occidentale. Le club y évolue durant plus de quatre décennies. Le 16 mai 1956, il est reconnu « Société Royale », et adapte son nom officiel en Koninklijke Voetbal Club Deerlijk Sport.
Le KVC Deerlijk Sport remporte le titre provincial en 1972, et accède ainsi pour la première fois de son Histoire à la Promotion, le quatrième et dernier niveau national. Pour sa première saison en nationales, le club assure son maintien en terminant douzième. Les saisons suivantes sont les meilleures pour le club, qui termine à la septième place deux années consécutives, suivies par une onzième place. Mais en 1977, le club finit avant-dernier et est donc relégué en première provinciale après cinq saisons passées en Promotion. Le club n'a plus quitté les séries provinciales depuis. Il chute encore dans la hiérarchie provinciale, et évolue en 2013-2014 en deuxième provinciale, soit le sixième niveau du football belge.

## Résultats dans les divisions nationales
Statistiques mises à jour au 24 juin 2013

### Bilan
| Niv | Divisions     | Jouées | Titres | TM Up | TM Down |
| --- | ------------- | ------ | ------ | ----- | ------- |
| I   | 1re nationale | 0      | 0      |       |         |
| II  | 2e nationale  | 0      | 0      |       |         |
| III | 3e nationale  | 0      | 0      |       |         |
| IV  | 4e nationale  | 5      | 0      |       |         |
| V   | 5e nationale  | 0      | 0      |       |         |
|     |               |        |        |       |         |
|     | TOTAUX        | 5      | 0      | 0     | 0       |

- TM Up : test-match pour départager des égalités, ou toutes formes de Barrages ou de Tour final pour une montée éventuelle.
- TM Down : test-match pour départager des égalités, ou toutes formes de Barrages ou de Tour final pour le maintien.

### Classements saison par saison
| Ordre               | Saison  | Nom du club        | Niveau            | Classement final | Remarques |
| ------------------- | ------- | ------------------ | ----------------- | ---------------- | --------- |
| 1                   | 1972-73 | KVC Deerlijk Sport | Promotion série B | 12e/16           |           |
| 2                   | 1973-74 | KVC Deerlijk Sport | Promotion série C | 7e/16            |           |
| 3                   | 1974-75 | KVC Deerlijk Sport | Promotion série A | 7e/16            |           |
| 4                   | 1975-76 | KVC Deerlijk Sport | Promotion série A | 11e/16           |           |
| 5                   | 1976-77 | KVC Deerlijk Sport | Promotion série A | 15e/16           | Relégué!  |
| séries provinciales |         |                    |                   |                  |           |